# Stroczy Zakręt
Stroczy Zakręt – agrafkowy zakręt na wysokości 740–780 m n.p.m., na Drodze Stu Zakrętów z miasta Kudowa-Zdrój do Karłowa w południowo-zachodniej Polsce, w pobliżu środkowego piętra wierzchowiny Gór Stołowych w Sudetach Środkowych. Zakręt należy do najatrakcyjniejszych miejsc na drodze wojewódzkiej nr 387.

## Szlaki turystyczne
Polanica-Zdrój – Bukowa - Borowina - Niżkowa - Batorówek – Skalne Grzyby – Wambierzyce – Radków – Stroczy Zakręt